# Lacy-Lakeview, Texas
Lacy-Lakeview là một thành phố thuộc quận McLennan, tiểu bang Texas, Hoa Kỳ. Năm 2010, dân số của xã này là 6489 người.

## Dân số
- Dân số năm 2000: 5764 người.
- Dân số năm 2010: 6489 người.